# Profesor
Profesor (łac. professor „nauczyciel, retor”; profiteri „zeznawać publicznie, wyznawać”) – nazwa mająca w Polsce następujące znaczenia:
- tytuł naukowy nadawany samodzielnym pracownikom naukowym
- stanowisko naukowe w instytucjach naukowych
- tytuł honorowy nadawany nauczycielom szkolnictwa podstawowego, gimnazjalnego, ponadgimnazjalnego, ponadpodstawowego
- tytuł używany zwyczajowo w szkolnictwie średnim

## Profesor (tytuł naukowy)
Droga rozwoju naukowego w Polsce rozpoczyna się od uzyskania tytułu zawodowego licencjata lub inżyniera (nadawanego po ukończeniu studiów wyższych pierwszego stopnia) lub od tytułu zawodowego magistra (po ukończeniu jednolitych studiów wyższych). Po ukończeniu studiów II stopnia nadaje się tytuły zawodowe równorzędne tytułom magistra i magistra inżyniera. Tytułami zawodowymi równorzędnymi z tytułem magistra są tytuł zawodowy lekarza, lekarza dentysty i lekarza weterynarii. Kolejne etapy rozwoju naukowego to stopnie naukowe doktora, a następnie doktora habilitowanego określonej dziedziny nauki w zakresie danej dyscypliny naukowej. Najwyższym poziomem rozwoju naukowego jest tytuł naukowy profesora.
Tytuł profesora nadawany jest osobom ze stopniem doktora habilitowanego za wybitne osiągnięcia naukowe lub artystyczne. W Polsce nadaje go Prezydent RP. Wniosek o nadanie tytułu profesora składa osoba zainteresowana do Rady Doskonałości Naukowej, która ocenia go na podstawie opinii 5 recenzentów. Tytuł przyznawany w Polsce dożywotnio.
Ponieważ tytuł ten nadaje Prezydent RP, a uroczystość związana z nadawaniem tego tytułu odbywa się niekiedy w Belwederze, to osoba, której ten tytuł został nadany, nazywana jest także przy mniej oficjalnych okolicznościach „profesorem belwederskim”. 

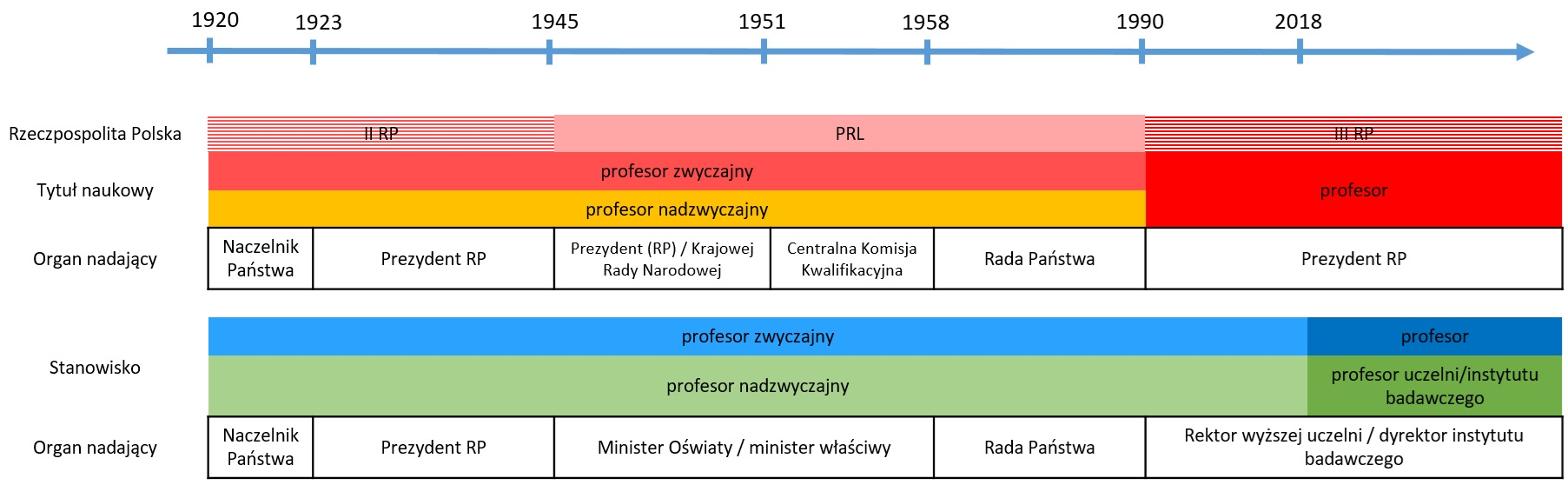
Tytuł i stanowisko profesora w Polsce w latach od 1918 do współczesnych, nazewnictwo oraz kompetencje nadawania.

W Polsce do 1990 roku istniały dwa tytuły naukowe profesora: profesor nadzwyczajny i profesor zwyczajny. W czasach II Rzeczypospolitej tytuły naukowe profesora były nadawane przez Naczelnika Państwa, a następnie przez Prezydenta RP, a w czasach PRL przez Radę Państwa z kilkuletnim okresem kompetencji Centralnej Komisji Kwalifikacyjnej w latach pięćdziesiątych. W 1990 roku wprowadzono jeden tytuł naukowy profesora (rycina), a osoby z tytułami naukowymi profesora nadzwyczajnego i zwyczajnego stały się automatycznie profesorami.  

## Profesor (stanowisko)
Do 2018 roku nazwą profesor zwyczajny i profesor nadzwyczajny opisano stanowiska pracy pracowników naukowych. Profesor zwyczajny był wówczas stanowiskiem wyższym, przeznaczonym jedynie dla profesorów tytularnych. W okresie II RP i w czasach PRL nadanie tytułu naukowego profesora nadzwyczajnego lub zwyczajnego było połączone z mianowaniem na stanowisko profesora o tej samej nazwie w określonej uczelni. Mianowanie na stanowisko leżało w kompetencjach tego samego organu co nadanie tytułu naukowego, lub zależało od właściwego ministra (rycina). Istniało również stanowisko profesora wizytującego, tytularnie na równi z profesorem nadzwyczajnym.
Obowiązujące w Polsce od 2018 roku Prawo o szkolnictwie wyższym i nauce przewiduje dwa stanowiska profesorskie w uczelniach i instytutach badawczych. To: profesor (dawniej profesor zwyczajny) oraz profesor uczelni lub profesor instytutu badawczego (dawniej profesor nadzwyczajny), gdzie profesor uczelni/instytutu jest niższym stanowiskiem. Na stanowisku profesora może być zatrudniony wyłącznie nauczyciel akademicki z tytułem profesora. Na stanowisku profesora uczelni może być zatrudniony nauczyciel akademicki posiadający habilitację (samodzielny pracownik nauki) lub co najmniej stopień naukowy doktora oraz znaczące osiągnięcia.
Stanowisko docenta, na które powoływano doktorów habilitowanych, zlikwidowane zostało w uczelniach i instytutach w roku 2010, a osoby mianowane bądź zatrudnione wcześniej na stanowisku docenta zostały zatrudnione na stanowisku profesora nadzwyczajnego, pod warunkiem posiadania habilitacji. Osoby z doktoratem, ale bez habilitacji zostały poddane dodatkowej ocenie dorobku przez rady naukowe wydziałów uczelni. W wyniku ewaluacji docenci bez habilitacji mogli zostać powołani na stanowisko adiunkta bądź profesora nadzwyczajnego. 

## Profesor oświaty
Polskich nauczycieli szkół podstawowych i szkół ponadgimnazjalnych oraz ponadpodstawowych (to znaczy liceów, techników, szkół branżowych) obowiązuje system awansu zawodowego, w ramach którego przewidziany jest tytuł honorowy profesora oświaty, nadawany wieloletnim nauczycielom (legitymującym się co najmniej 20 letnim stażem nauczania, w tym co najmniej 10 lat jako nauczyciel dyplomowany) z dużymi osiągnięciami edukacyjnymi (opiekunom doskonalącym uzdolnionych uczniów, olimpijczyków przedmiotowych) przez Ministra właściwego do spraw oświaty i wychowania.

## Profesor (tytuł zwyczajowy)
W Polsce w szkołach średnich, zwłaszcza w liceach ogólnokształcących, zwyczajowo zwie się nauczycieli profesorami, choć większość z nich posiada tytuł zawodowy magistra, niektóre z tych osób uzyskały stopień naukowy doktora. W krajach anglosaskich i byłych koloniach brytyjskich (na przykład w Indiach) tytuł profesora odnosi się zwyczajowo do nauczycieli akademickich.